# Elaeocarpus baudouinii
Elaeocarpus baudouinii är en tvåhjärtbladig växtart som beskrevs av Brongn. & Gris. Elaeocarpus baudouinii ingår i släktet Elaeocarpus och familjen Elaeocarpaceae. Inga underarter finns listade i Catalogue of Life.